# Auxonne
Auxonne ist eine französische Gemeinde mit 7.592 Einwohnern (Stand 1. Januar 2022) im Département Côte-d’Or in der Region Bourgogne-Franche-Comté. Die Stadt ist Hauptort des gleichnamigen Kantons Auxonne.

## Geografie
Auxonne liegt etwa 30 Kilometer südöstlich von Dijon und 15 Kilometer nordwestlich von Dole, am linken Ufer der Saône. Verkehrstechnisch wird die Stadt von der Autobahn A39 erschlossen, die knapp südwestlich an der Stadt vorbeiläuft, sowie durch die Bahnstrecke Dijon–Vallorbe.

## Geschichte
Hier bestand schon zwischen dem 10. und 13. Jahrhundert die Grafschaft Auxonne. 1229 erhielt Auxonne das Stadtrecht, später war es sogar Münzstätte. Eine Burg schützte den damals militärisch bedeutenden Übergang über die Saône. 1237 kam Auxonne durch Tausch an Herzog Hugo IV. von Burgund, der das Auxonnois indessen als deutsches Lehen nicht unmittelbar mit seinem Herzogtum verband. Nach dem Tod Karls des Kühnen 1477 fiel die Stadt an Frankreich.
Ende des 15. Jahrhunderts wurde vom französischen König Ludwig XI. direkt am Flussufer ein noch heute sichtbares wehrhaftes Schloss in Auxonne erbaut. Im Frieden von Madrid musste König Franz I. 1526 die Abtretung Auxonnes an Kaiser Karl V. zwar versprechen, es blieb aber dessen ungeachtet  und trotz einer Belagerung durch Lannoy samt dem dazugehörigen Gebiet bei Frankreich. 1586 wurde die Stadt im Hugenottenkriege vom Herzog von Guise erobert. Das erwähnte Schloss sowie die Stadtmauern wurden im 17. Jahrhundert nach dem Konzept von Vauban zu einer Bastion mit Wassergräben ausgebaut. Nach hartnäckigem Widerstand gegen die Österreicher ergab sich die Stadt am 28. August 1815 unter General Andréossy den Alliierten.

## Bevölkerungsentwicklung
| Jahr                       | 1962 | 1968 | 1975 | 1982 | 1990 | 1999 | 2007 | 2016 | 2019 |
| Einwohner                  | 5704 | 5803 | 6485 | 7121 | 6781 | 7154 | 7717 | 7683 | 7614 |
| Quellen: Cassini und INSEE |      |      |      |      |      |      |      |      |      |

## Kultur und Sehenswürdigkeiten
- Kirche Notre-Dame aus dem 13. und 14. Jahrhundert
- Befestigungsanlagen sind noch zu etwa 2/3 erhalten (siehe: Porte Comté)
- Museum „Musée Bonaparte“ (derzeit geschlossen)
- Markthalle aus dem 17. Jahrhundert

## Persönlichkeiten
- Napoleon Bonaparte (1769–1821) war als junger Leutnant in der damaligen Garnisonsstadt stationiert (1787–1791) und verfasste hier eine seiner frühesten politischen Schriften.
- Marie Miller (1770–1833), Tänzerin
- Claude-Antoine Prieur (1763–1832), Offizier, Wissenschaftler und Politiker, wurde in Auxonne geboren

## Städtepartnerschaften
- Heidesheim am Rhein in Rheinhessen seit 1964